# Navilly
Navilly – miejscowość i gmina we Francji, w regionie Burgundia-Franche-Comté, w departamencie Saona i Loara.
Według danych na rok 1999 gminę zamieszkiwało 414 osób, a gęstość zaludnienia wynosiła 42 osoby/km² (wśród 2044 gmin Burgundii Navilly plasuje się na 560. miejscu pod względem liczby ludności, natomiast pod względem powierzchni na miejscu 948.).